# Carl Erwin Walz
Carl Erwin Walz (Cleveland, Ohio, 1955. szeptember 6. –) amerikai űrhajós, ezredes.

## Életpálya
1977-ben a Kent State University (Ohio) keretében fizikából summa cum laude diplomázott. 1977-ben a John Carroll University (Ohio) keretében szilárdtestfizikából doktorált. 1979-1982 között az Atomenergia Detection System keretében radioaktív elemzéssel foglalkozott. 1983-tól a  Haditengerészet (USAF) tesztpilótája. 1983-1987 között tesztpilótaként tevékenykedett. Az 
F–16 különböző változatait tesztelte. 1987-1990 között repülési tesztet menedzser.
1990. január 17-től a Lyndon B. Johnson Űrközpontban részesült űrhajóskiképzésben. Kiképzett űrhajósként a NASA központjában Washingtonban megbízott igazgató (feladata a Humán kutatás, technológiafejlesztés, nukleáris energia és  meghajtás, a robotprogram). Négy űrszolgálata alatt összesen 230 napot, 13 órát és 4 percet (5533 óra) töltött a világűrben. Űrhajós pályafutását 2008. december 5-én fejezte be. Az Orbital Sciences Corporation Advanced Program alelnöke.

## Űrrepülések
- STS–51, a Discovery űrrepülőgép 17. repülésének küldetés specialista. A legénység pályairányba állította az  Advanced Communications Technology Satellite (ACTS) kommunikációs műholdat. Ezt követően sor került egy 7 órás űrsétára, melyen Newman és Carl Walz|Walz űrhajósok a Hubble űrtávcső három hónappal későbbre tervezett javításának egyes lépéseit gyakorolták. Működtették az Orbiting Retrievable Far and Extreme Ultraviolet Spectrometer (ORFEUS) csillagászati ultraibolya spektrométert. Első űrszolgálata alatt összesen 9 napot, 20 órát és 11 percet (236 óra) töltött a világűrben. Egy űrséta (kutatás, szerelés) alatt összesen 7 óra 5 percet töltött az űrrepülőgép rakterében. 6 608 628 kilométert (4 106 411 mérföldet) repült, 157 kerülte meg a Földet.
- STS–65, a Columbia űrrepülőgép 17. repülésének küldetés specialista. A Spacelab mikrogravitációs laboratóriumban 12 órás váltásokban végezték a kereskedelmi megrendelés kísérleteit, az anyagok előállítását (több mint 80 program). Harmadik űrszolgálata alatt összesen 14 napot, 17 órát és 55 percet (354 óra) töltött a világűrben. 9 886 200 kilométert (6 143 000 mérföldet) repült, 235 kerülte meg a Földet.
- STS–79, az Atlantis űrrepülőgép 17. repülésének küldetés specialista. Hatodik repülés a Mir űrállomásra. Magával vitte az új dokkoló rendszert, illetve a hosszútávra berendezkedő legénységet. Negyedik űrszolgálata alatt összesen 10 napot, 3 órát és 19 percet (243 óra) töltött a világűrben. 6 300 000 kilométert (3 900 000 mérföldet) repült, 160 kerülte meg a Földet.
- STS–108, a Endeavour űrrepülőgép 17. repülésének fedélzeti mérnök (hosszútávú űrszolgálat kezdése). A 12. repülés a Nemzetközi Űrállomásra (ISS), a 6 és fél hónapos tartózkodás  legénység: két amerikai asztronauta és egy orosz űrhajós. Szállítottak több mint 3 tonna ellátást, logisztikai- és a tudományos berendezést, a Raffaello többcélú logisztikai modult. Visszafelé több mint 2 tonna hulladékot (kutatási anyagot) hoztak. Több technikai és egyéb, meghatározott kutatási, kísérleti, karbantartási programot is végrehajtottak. Ötödik űrszolgálata alatt összesen 11 napot, 19 órát és 36 percet (283 óra) töltött a világűrben. Űrszolgálata alatt kettő űrsétát (EVA) végzett, összesen 11 óra és 52 perc időtartamban. 7 700 000 kilométert (4 800 000 mérföldet) repült, 186 kerülte meg a Földet. Az STS–111 fedélzetén tért vissza kiinduló bázisára.

### Tartalék személyzet
STS–102, a Discovery űrrepülőgép 29. repülésének fedélzeti mérnöke.